# 9714 Piazzismyth
A 9714 Piazzismyth (ideiglenes jelöléssel 1975 LF1) a Naprendszer kisbolygóövében található aszteroida. Robert H. McNaught fedezte fel 1975. június 1-jén.